# Geoff Emerick
Geoffrey Emerick (London, 1945. december 5. – Los Angeles, Kalifornia, 2018. október 2.) négyszeres Grammy-díjas angol hangmérnök. Legismertebb munkái a The Beatles nevéhez fűződnek, hangmérnökként együtt dolgozott az együttessel a Revolver (album), a Sgt. Pepper’s Lonely Hearts Club Band, a The Beatles (album) és az Abbey Road c. albumukon.

## A kezdet az EMI-nál
Emerick 15 évesen kezdett dolgozni mérnök-asszisztensként az EMI-nél. Egy másik mérnök-asszisztens, Richard Langham felügyelete alá rendelték, hogy beleszokjon a munkába. Emerick második munkanapján Langhamot Norman Smith hangmérnök segédjévé nevezték ki, aki aznap este a Beatles első stúdiófelvételén dolgozott. Bár új dolgozóként Emerick még nem kapott túlóradíjat, olyan szerencsés volt, hogy tanúja lehetett a végleges formációban először lemezfelvételt készítő Beatles munkájának, amint az új dobossal, Ringo Starral felvették a Love Me Do-t, az első nagy slágerüket. Emerick asszisztensként számos korai Beatles lemezfelvételnél dolgozott, de más művészek lemezeinél is közreműködött, pl. Judy Garland stúdiómunkáinál, vagy a The Hollies próbajátékánál.
A szakmai ranglétrán emelkedve 1966-ban már Emerick mérnöki vezetésével került sor Manfred Mann listavezetővé vált sikerének, a Pretty Flamingo-nak a felvételére. Ezután már az EMI-nél is hangmérnökként dolgozott. George Martin javaslatára átvette Norman Smith feladatait, amikor az Martin helyett producer lett. Emerick első munkája a Beatlessel hangmérnökként a Revolver c. album volt, azon belül is a  Tomorrow Never Knows. Emerick újítása volt, hogy John Lennon vokálját Leslie hangszórón keresztül vegyék fel, így ezzel a John által kívánt éteri hangzást kapták. 1967-ben Emerick vette fel a Being for the Benefit of Mr. Kite! c. dalt, amely az egyik legjobban hangszerelt a Sgt. Pepper's Lonely Hearts Club Band dalai között.
Emerick 1968. július 16-án otthagyta a Beatlest, mert elege lett a közös munkát akadályozó feszültségekből és vitákból. Az Abbey Road felvételére később visszatért dolgozni. A Sgt. Pepper's Lonely Hearts Club Band és az Abbey Road felvételeinél végzett hangmérnöki munkájáért Grammy-díjat kapott.
A White Album felvételeitől való távolmaradása ellenére jó kapcsolatban maradt a Beatlessel, különösen Paul McCartney-vel, akinek a hívására kilépett az EMI-től, és 1969-től az Apple Corps-nál dolgozott tovább. A hangmérnöki feladatain túl az Apple lemezstúdió szervezeti felügyeletét is ellátta.

## A Beatles után
A Beatles feloszlása utáni munkájának egyik kiemelkedő része a Paul McCartney-val közös lemezfelvételek, közte a London Town, a Flaming Pie és a Band on the Run. Utóbbi újabb Grammy-díjat eredményezett Emerick számára. Számtalan zenei nagyság lemezén dolgozott: Elvis Costello, Badfinger, Art Garfunkel, America, Gino Vannelli, Supertramp, a Cheap Trick, Nazareth, Chris Bell,  Split Enz, Nick Heyward, Big Country, Gentle Giant, Mahavishnu Orchestra, Ultravox, Matthew Fisher, Jeff Beck és mások.
2003-ban már a 4. Grammy-díját vehette át, ezúttal új, a technikai kategóriában (Technical Grammy Award).
2006-ban jelent meg emlékirata Here, There, and Everywhere: My Life Recording the Music of The Beatles címmel, melynek társszerzője a veterán zenei újságíró, Howard Massey volt.